# 디지털 데이터 표준화
디지털 데이터 교환(표준화) Digital Data Exchange(DDEX)는 디지털 데이터들에 관한 메타데이터의 교환 규격 표준화 및 자동화를 목표로 하고 있다.
- 표준화 된  XML 형식의 데이터를 메타데이터 metadata 형식으로 표현한다.(디지털 공급망 digital supply chain);
- 자동화 통신과 메시지 관리를 위한 공통된 포로토콜을 개발한다.
- 디지털 미디어(게임, 음반, 영화)등을 표현하기 위한 공통 규약
- 디지털 미디어 회사들마다 각자의 표현 규약의 다양성 때문에, 배급과 유통할 때마다 자원낭비를 줄이고, 공통규격으로 배급과 유통에 편의성을 위해서 제안된 방식

## XML 표준
DDEX는 XML 표현식에 기반을 둔 metadata 방식임.(레코드 회사, 음악저작권협회, 온라인 소매 업체들 위한 방식임)

## 통신 표준
DDEX는 웹서비스(web services) 와 FTP 에 기초하여 개발된 메시지 교환 프로토콜임